# Agenti rilascianti noradrenalina

Norepinefrina

Gli NRA (norepinephrine releasing agent), sono una classe di farmaci catecolaminergici che inducono il rilascio di noradrenalina ed adrenalina dal neurone pre-sinaptico nella sinapsi. Questo a sua volta porta ad un aumento delle concentrazioni extracellulari di queste due sostanze, quindi un aumento della neurotrasmissione adrenergica.
Un tipo di farmaco strettamente correlato è un inibitore della ricaptazione della noradrenalina (NRI). Un'altra classe di farmaci che stimola l'attività adrenergica è la classe degli agonisti dei recettori adrenergici.

## Usi ed esempi
Gli NRA sono utilizzati:
- Per il trattamento del disturbo da deficit di attenzione e iperattività (ADHD) - p. Es., Anfetamina, metanfetamina, pemolina
- Come anoressizzanti nel trattamento dell'obesità - p. Es., Anfetamina, fentermina, benzfetamina, fenmetrazina, aminorex
- Come agenti promotori della veglia nel trattamento della narcolessia - p. Es., Anfetamine, metanfetamine
- Come decongestionanti nasali - per esempio, levomethamphetamine, propilesedrina, efedrina, pseudoefedrina, fenilpropanolamina

Sono anche usati come droghe ricreative, sebbene questo sia in genere riservato solo a quei farmaci che inducono anche il rilascio di serotonina e / o dopamina come anfetamina, metanfetamina, MDMA, mefedrone e 4-metilaminorex, tra gli altri.
Cathina e cathinone sono NRA che si trovano naturalmente nella Catha edulis. L'efedrina e la pseudoefedrina si trovano anche naturalmente nell'efedra sinica. Entrambe queste piante sono usate in medicina (e anche a scopo ricreativo). Fenetilammina e tiramina sono NRA presenti in molti animali, compreso l'uomo.
Gli NRA selettivi includono efedrina, pseudoefedrina, fenilpropanolamina, levometamfetamina, fentermina e bupropione. Tuttavia, questi farmaci rilasciano anche dopamina in misura molto minore.
Il bupropione è anche un antagonista del recettore nicotinico dell'acetilcolina.